# Räderpflug

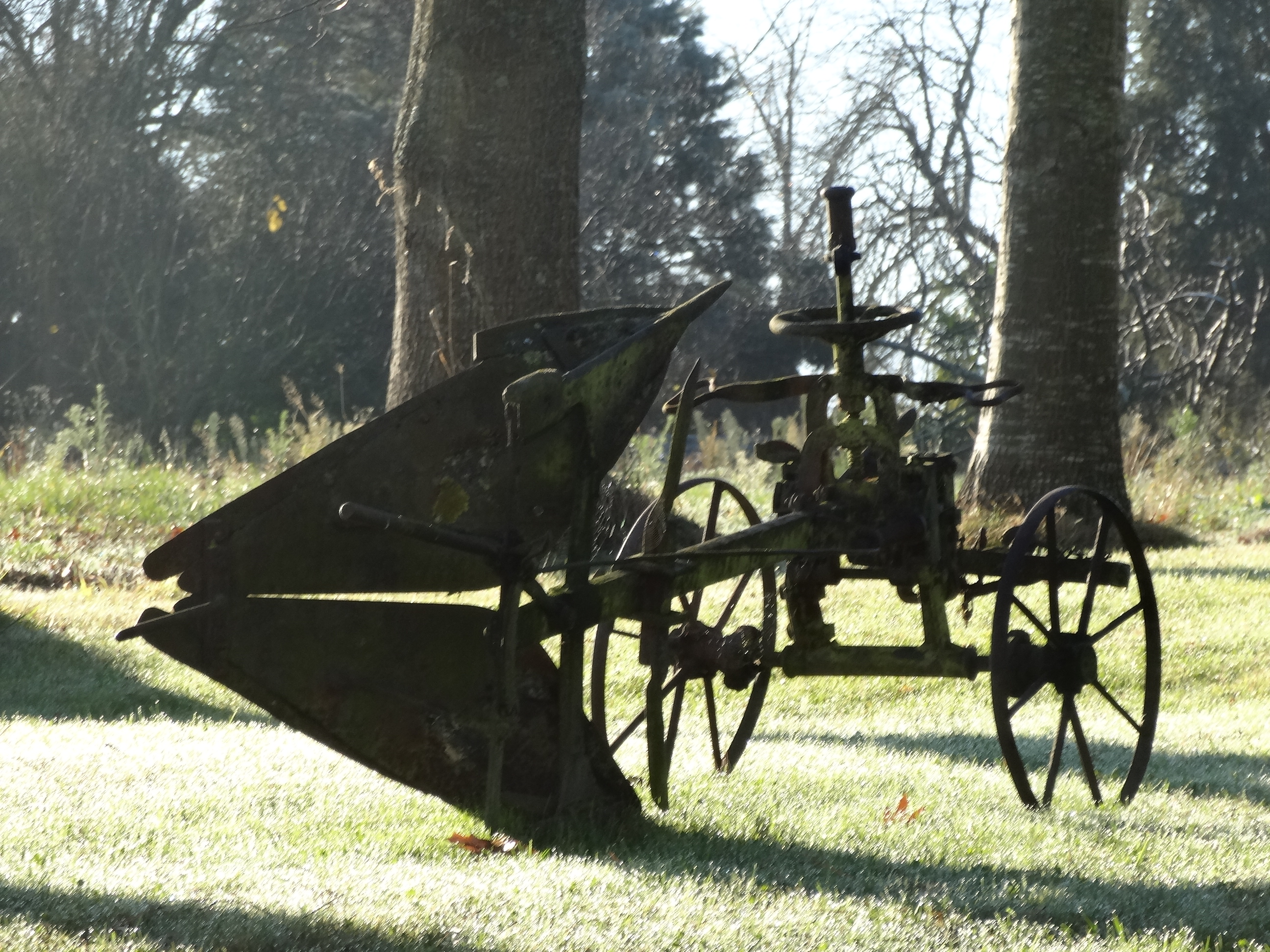
Räderpflug

Unter Räderpflug bzw. Karrenpflug versteht man einen Pflug, welcher die Anspannung an einem Rädergestell hat.
Der schollenwendende, schwere Räderpflug ist eine technische Weiterentwicklung des aus prähistorischer Zeit stammenden leichten Hakenpflugs. Er zeichnet sich neben einem Hauptpflug durch ein Vordergestell mit Rädern und Achse aus. Dieser Räderpflug bestand (besteht) komplett aus Eisen.

## Vorteile gegenüber anderen Pflügen
Bei der Pflugherstellung wurde Eisen eingesetzt. Der Wendepflug hatte vorne ein Rädergestell, dahinter saß das Pflugmesser, das den Boden senkrecht aufschnitt, Streifen davon nach oben drückte und umdrehte. Die eiserne Pflugschar konnte tiefer in den Boden eindringen als der bis dahin gebräuchliche Hakenpflug, dadurch wurden ganze Schollen angehoben. Das unter den Pflugbaum montierte Streichbrett ermöglichte das Umdrehen der angehobenen Schollen in einem Arbeitsgang. Der Ackerboden war somit stärker für die spätere Aussaat aufgelockert. Die Nährstoffe wurden durch das verbesserte Pflügen mobilisiert und an die Oberfläche gebracht.
Das Zusammenspiel von Räderpflug und Dreifelderwirtschaft führten zu höheren landwirtschaftlichen Erträgen und begünstigten ein Bevölkerungswachstum im Mittelalter.

## Geschichte
Bereits im 1. Jahrhundert v. Chr. ist der Einsatz eines tiergezogenen Räderpfluges (lateinisch carruca) im Römerreich belegt. Aufgrund der germanisch-römischen Wirtschaftsbeziehungen wurde in den Provinzen zwischen Niederrhein und mittlerer Donau der Räderpflug zum Ende der Römerzeit eingesetzt und von zuwandernden Germanen in der Landwirtschaft genutzt. Er verdrängte ab dem 8. Jahrhundert nach und nach den aus Holz bestehenden, leichten Hakenpflug (lateinisch aratrum) aus dem Neolithikum. Er begünstigte die Einführung der Dreifelderwirtschaft nördlich der Alpen.
Die Grundform des Wendepfluges erhielt sich bis in das 19. Jahrhundert. Von dem lateinischen carruca für Pflug leitet sich auch das französische Wort charrue (Pflug) ab und das deutsche Schar, nämlich Pflugschar. In Frankreich wird zudem die Hufe, die mit dem Räderpflug bewirtschaftet wird, als charrue bezeichnet.

## Aufbau
Der Räderpflug mit Anspannung an einem Rädergestell setzte sich aus einem Vorderteil mit Rädern und Achse, dem so genannten Vorpflug, und einem Hauptpflug zusammen. Der hölzerne Pflugbaum (Grindel) war mit einer Haltevorrichtung ausgestattet. An diesem wurde eine eiserne Schar und ein bewegliches Streichbrett (Riester) zum Umbrechen der Schollen befestigt.

## Technik
Beim Räderpflug wurde die Kraft der Zugtiere mehr für das Aufbrechen der Erde und weniger für das Ziehen wie beim Hakenpflug eingesetzt. Zum Ziehen des schweren Räderpfluges waren drei bis vier Ochsen oder zwei Pferde und zwei Personen notwendig. Der Gebrauch des Pfluges setzte somit den Besitz von ausreichend Zugtieren voraus. Waren diese nicht vorhanden, wurden andere Bewirtschaftungsformen wie Hackbau betrieben. Die Zugtechnik und Zugkraft wurde durch die Entwicklung des Stirnjochs für Ochsen und des Kummets für Pferde erheblich verbessert. So konnte die Zugkraft eines Pferdes mit Verwendung des Kummets um das Vier- bis Fünffache gegenüber der Anschirrung mit Riemen um Hals und Brust gesteigert werden. Um die Tiere zu führen, war eine exakte Handhabung erforderlich. Zum Heben und Wenden des Pfluges musste Kraft eingesetzt und Geschicklichkeit aufgebracht werden. Die tierische Zugleistung wurde durch den Räderpflug stärker für das Pflügen des Bodens nutzbar gemacht.